# HMS Smyge (V02)
HMS Smyge (V02) var en svensk motortorpedbåt med nummer (T43) men som byggdes om till vedettbåt år 1977 och fick då namnet Smyge. Hon byggdes av Kockums och togs i bruk år 1956. Den 28 oktober 1981 på förmiddagen nådde Smyge som första svenska örlogsfartyg fram till den grundstötta sovjetiska ubåten U 137. När hon lade sig utmed styrbordssidan så ska de sovjetiska sjömännen i tornet tydligen ha blivit mäkta förvånade över att besättningen på Smyge inte hade tagit bort kapellet över 40 mm kanonen på akterdäck. I själva verket så är det tveksamt om man ens hade kunnat bemanna kanonen eftersom Smyges besättning på totalt fem man var i all hast ihoprafsad av fartygschefen kommendörkapten Karl Andersson.
Deltog i Karlskrona skärgård under ubåtsjakten senvintern 1984. Låg under denna period på 1980-talet, stationerad i Falsterbo-kanalen tillsammans med Skanör (V01) och Arild (V03).